# 尼科·科尼斯托克
尼科·科尼斯托克（德語：Nico Knystock；1995年10月19日—）是一位德國足球運動員，在場上的位置是右後衛。他現在效力於德國足球丙級聯賽球隊多特蒙德二隊。